# Kosmická vize 2015–2025

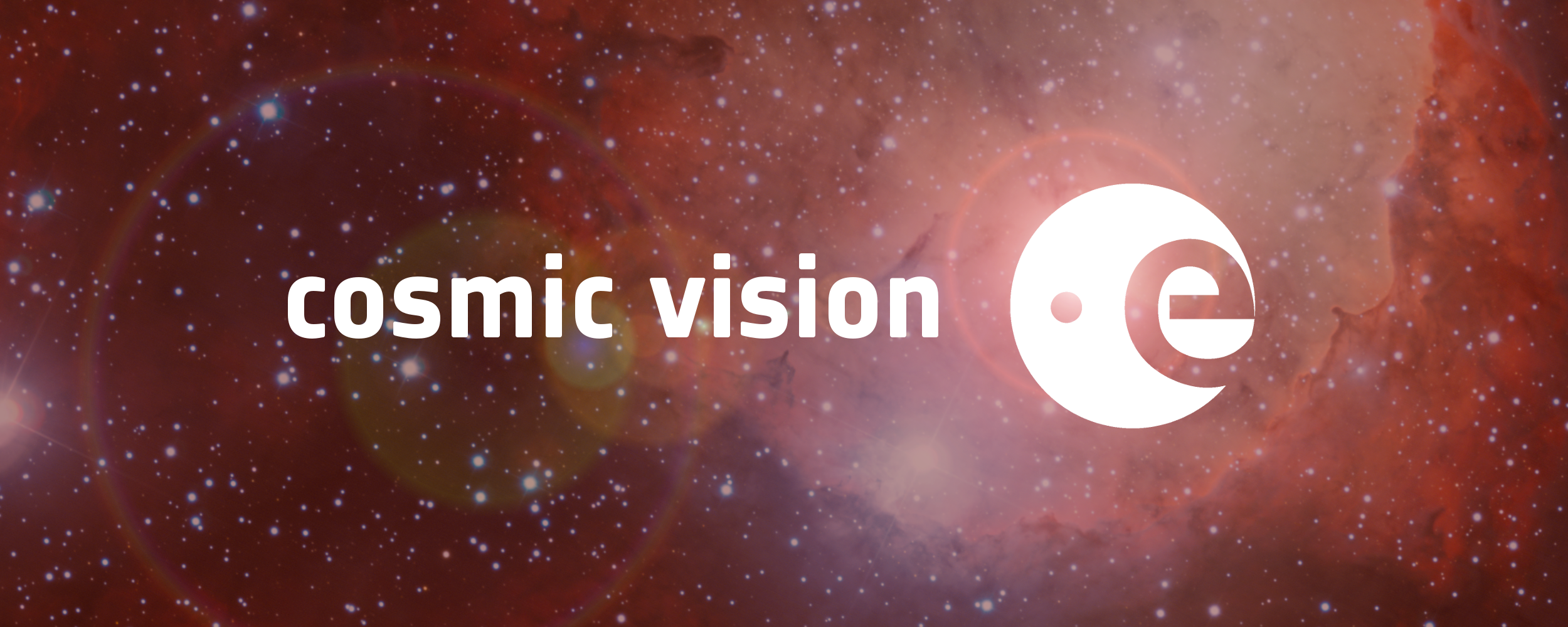
Banner s logem projektu

Kosmická vize 2015–2025 je kosmický program Evropské kosmické agentury (ESA). V rámci tohoto programu budou realizovány mise Cheops, Solar Orbiter, Euclid, Plato, JUICE a ATHENA.
Nejvýznamnější počin ESA v rámci tohoto programu bude raketa Ariane 6.

## Realizace nosné rakety Ariane 6
V rámci programu se vyvíjí více než 60 metrů vysoká nosná raketa Ariane 6. Na ní se podílela firma Aerotech Czech, která vyvíjela palivovou trysku o šířce 3,5 m a výšce 1,2 m.
První start rakety je podle informací z konce roku 2023 plánován na červen 2024.

## Mise JUICE
JUICE je první velký projekt ESA. Odstartovala v dubnu 2023 a do roku 2030 by měla být u Jupiteru. Sonda bude zkoumat jeho 4 měsíce – Io, Europa, Ganymed a Callisto. Sonda má za úkol zjistit, zdali jsou podpovrchové oceány skutečné. V České republice se vyvíjel napájecí systém sondy.

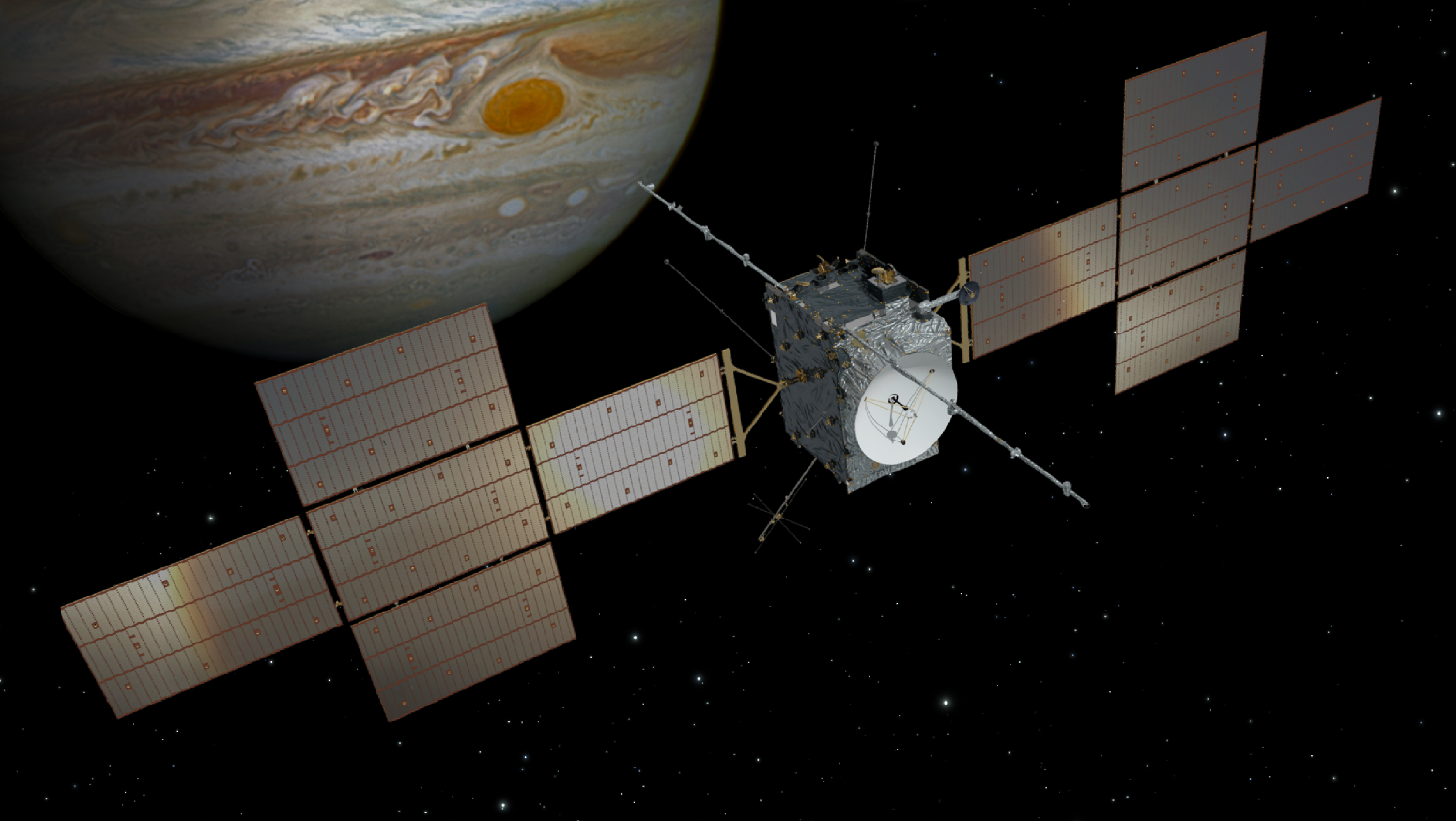
Sonda JUICE

## CHEOPS
CHEOPS (Characterising Exoplanet Satellite) je vesmírný teleskop pro studium exoplanet. Jeho hlavním úkolem je zjistit jejich velikost, ze které jde pak usuzovat na další důležité charakteristiky: hustota, hmotnost a složení.
Na palubě veze 3000 výkresů od dětí z členských zemí ESA. Teleskop odstartoval v roce 2017.

## Solar Orbiter
Solar Orbiter je sonda, odstartovala v roce 2020. Má za úkol dostat se ke Slunci na pouhých 60 jeho poloměrů a zjistit odpovědi na tyto otázky:
- Co způsobuje sluneční vítr
- Jak sluneční jevy řídí heliosférickou variabilitu
- Jak sluneční erupce produkují energetické částice, vyplňující heliosféru
- Jak pracuje sluneční dynamo a řídí tak spojení mezi Sluncem a heliosférou

Sonda má na orbitu kolem Slunce mít jeho rotační rychlost. Na projektu se podíleli též čeští vědci, kteří vyvinuli napájecí zařízení.

## PLATO

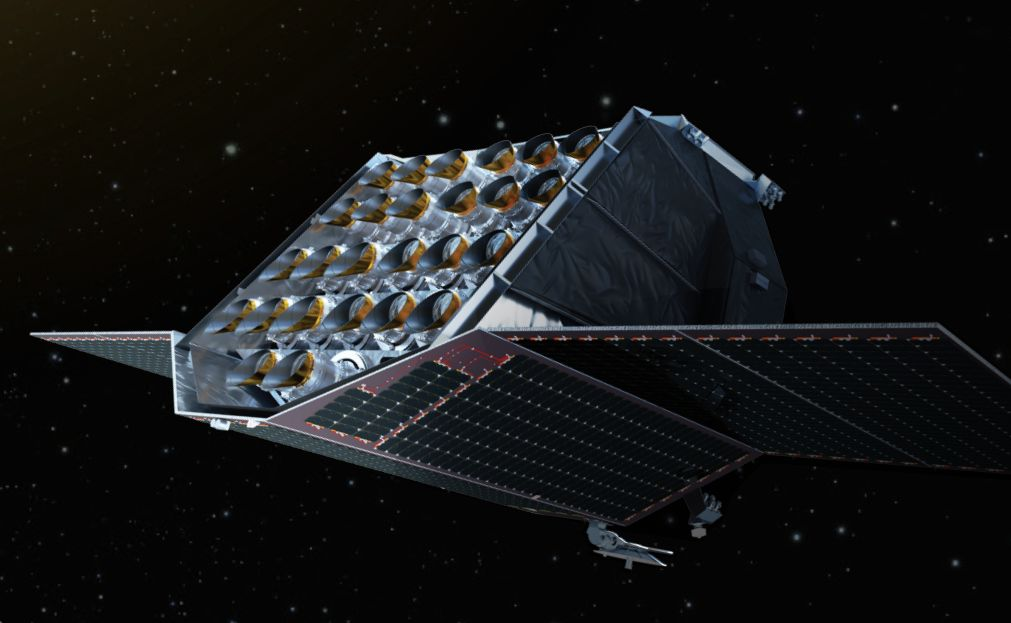
Vizualizace sondy PLATO

Dalším projektem je PLATO, celým názvem PLAnetary Transits and Oscillations of stars. PLATO bude teleskop pátrající po exoplanetách u hvězd podobných Slunci. Využívá celkem 26 malých dalekohledů. Mise má startovat v roce 2026. Na misi PLATO se podílí i astronomové a technici z České republiky – pracují na komplexním návrhu družice.

## Euclid
Euclid je kosmický teleskop, který má hledat projevy temné energie v dalekém vesmíru. Startoval v červenci 2023 a délka trvání mise by měla být přibližně 5 let.

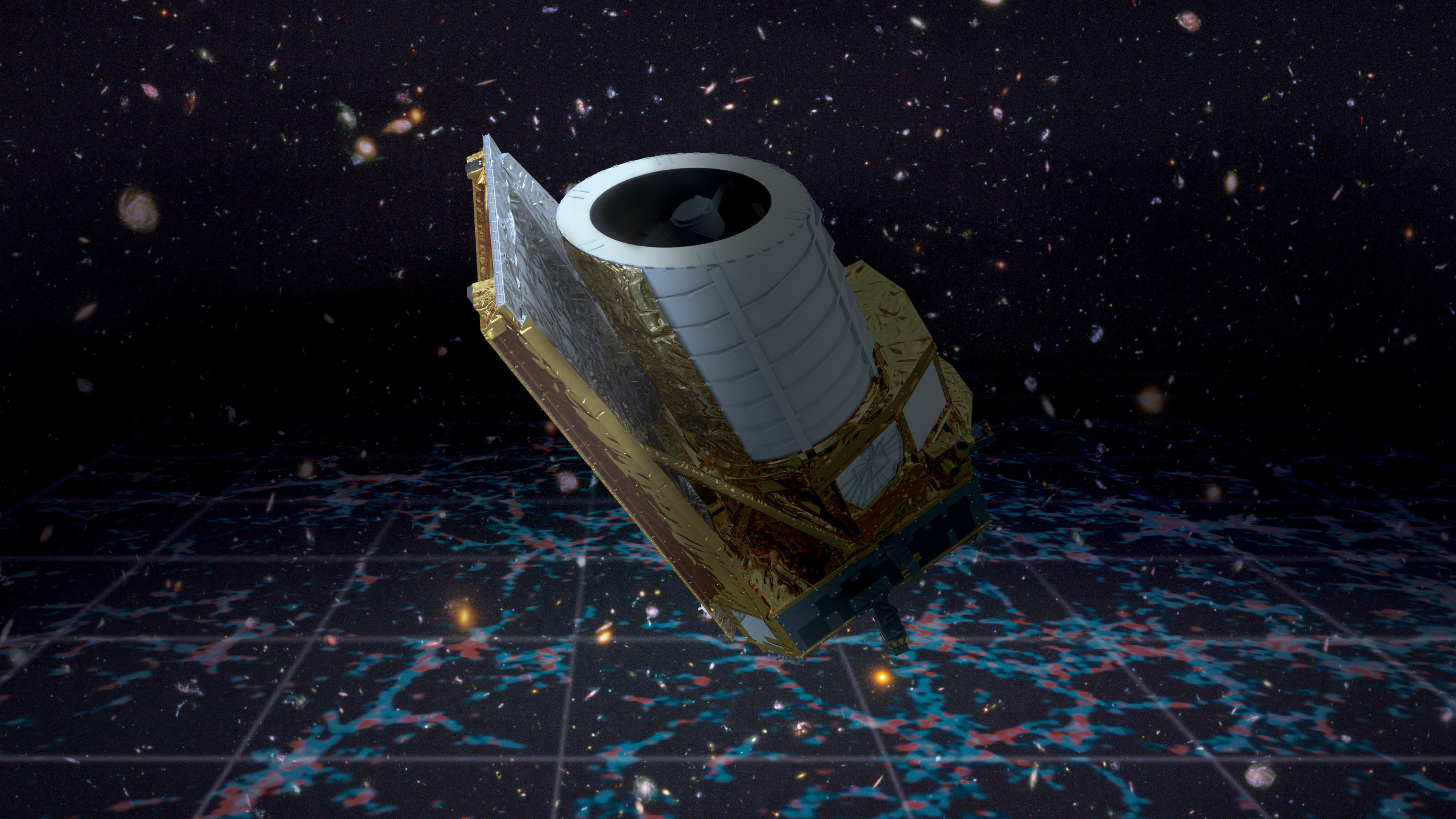
Mise Euclid

## ATHENA
ATHENA (Advanced Telescope for High Energy Astrophysics) je druhá velká kosmická mise ESA. Jedná se o teleskop, který má pracovat v oblasti fyziky vysokých energii a teplot. Mapovat horké plynné struktury a určit jejich fyzikální vlastnosti. To by mělo pomoci odpovědět na otázku, proč a jak se běžná hmota spojuje do galaxií, jak je známe dnes.
Podle plánů z roku 2022 by měla být mise přeřazena do programu ESA Science & Technology a start by měl pravděpodobně proběhnout v roce 2035.